# Rangi e Papa
Rangi (o Ranginui) e Papa (Papatūānuku) sono entità della mitologia maori che hanno un ruolo centrale nel mito della creazione.
Corrispondono rispettivamente alla figura del "Padre Cielo" e della "Madre Terra", coppia divina presente in molte mitologie.
Nelle varie versioni del mito, essi giacciono abbracciati e hanno molti figli (in numero variabile nelle diverse versioni), tutti maschi, costretti a vivere nel buio primordiale tra i genitori. I figli una volta cresciuti discutono tra loro di cosa fare: Tūmatauenga, il più feroce, propone di uccidere i genitori, ma Tāne non è d'accordo e propone piuttosto di separarli, mandando in alto il padre e affidandosi alla madre per il nutrimento. Alla fine, con molti sforzi, i figli ci riescono, soprattutto grazie allo sforzo di Tāne, dio delle foreste e degli uccelli, dotato di gambe fortissime.